# Eigene Scholle (Wittenberge)

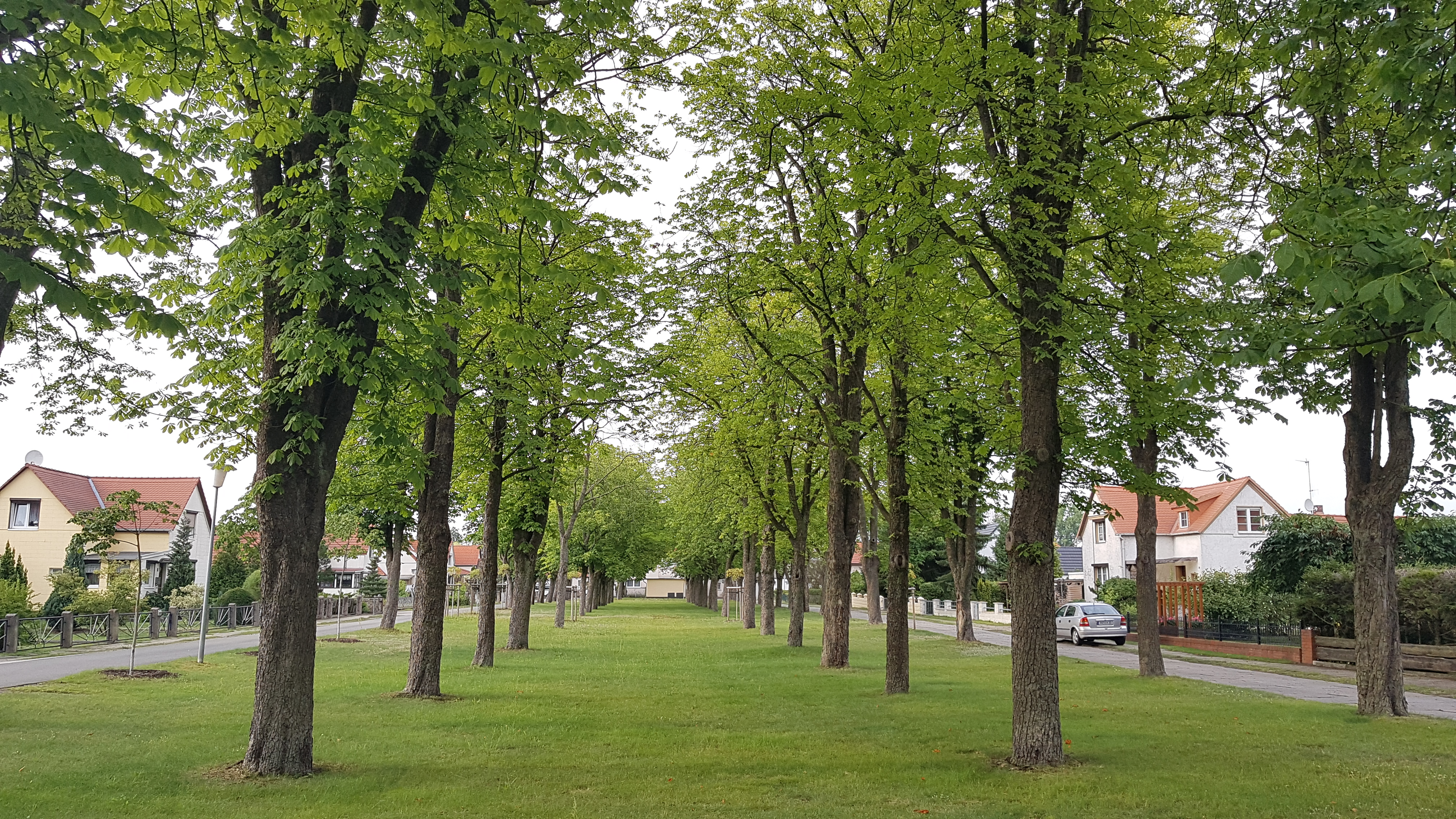
Kastanienplatz in der Siedlung Eigene Scholle (2020)

Die Siedlung „Eigene Scholle“ ist eine als Gartenstadt konzipierte Arbeitersiedlung in Wittenberge in Brandenburg. Die 1914 errichtete Anlage ist ein Frühwerk der später berühmt gewordenen Architekten Walter Gropius und Adolf Meyer.

## Beschreibung
Die Siedlung besteht aus 44 Ein- und Doppelhäusern, die in weiten Abständen entlang von vier Straßen errichtet sind. Die Gebäude lassen sich in drei Typen unterteilen, die mit kleinen Variationen oder gespiegelt ausgeführt sind. Zu jeden Haus gehörte ein mindestens einen Morgen großes Grundstück.
Der im Süden von Ost nach West verlaufende Lindenweg ist als Allee mit ebendiesen Bäumen bepflanzt. An der Straße stehen Doppelhäuser des Typ I. Am östlichen Ende bildeten zwei gegenüberliegende Häuser des Types III eine Torsituation (heute zerstört). Der Kastanienweg (auch Kastanienplatz) verläuft von Nord nach Süd und besteht aus zwei parallelen Einbahnstraßen mit vier Reihen von Bäumen, die wie ein kleiner Kastanienwald wirken. Im Osten begrenzt die von Nordwest nach Südosten verlaufende Lüneburger Straße das Gebiet. An diesen beiden Straßen sind die Einfamilienhäuser des Typs II mit angebauten Ställen so angeordnet, dass hofartige Räume entstehen. Der Kastanienweg wird im Norden vom Ahornweg gekreuzt und dort von einem Doppelhaus des Types I abgeschlossen, das von zwei Einzelhäusern flankiert wird. Dieses schließt abweichend von den anderen Häusern des Typs I mit einem Segmentgiebel ab. Östlich Parallel des Kastanienwegs liegt der Eschenweg, der im Norden am Ahornweg von einem Gebäude des Typ III abgeschlossen wird.

## Geschichte
Die Siedlung steht im Kontext einer ab Ende des 19. Jahrhunderts einsetzenden staatlich geförderten Siedlungsbewegung in Preußen. Durch die Bindung von Landarbeitern an Eigenheime sollte die Landflucht und die „Überfremdung“ aufgrund des Zuzugs polnischer Arbeiter verringert werden.
Die privatwirtschaftlich organisierte Landgesellschaft „Eigene Scholle“ G.m.b.H. aus Frankfurt (Oder) steht in dieser Tradition. Die Gesellschaft baute Siedlungen in der ganzen Provinz Brandenburg, sowohl im ländlichen Raum als auch im Randgebiet von Industriestädten. In Wittenberge wurde die 1914 erbaute Siedlung für Arbeiter der nahen Singer-Nähmaschinen-Werke und der Eisenbahnwerkstätten errichtet. Der Entwurf und die Ausführung wurden ausnahmsweise nicht von der Gesellschaft selbst durchgeführt, sondern an private Architekten abgegeben. Die noch jungen Architekten Walter Gropius und Adolf Meyer erhielten hierfür den Auftrag. Gropius konnte hier erstmals seine bereits 1910 formulierte Idee der Rationalisierung durch die Entwicklung von Gebäudetypen in Ansätzen realisieren. Es blieb bis zur Errichtung der Siedlung Dessau-Törten seine größte realisierte Wohnanlage. Beim Bau kam es zu einer Kostenexplosion, so dass der Siedlerverband das Grundstück verlor.
Die städtebauliche Anlage ist erhalten, allerdings sind fast alle Häuser mehr oder weniger stark umgebaut. Im Osten des Lindenwegs sind vier Häuser im Zweiten Weltkrieg zerstört worden.